# Glicogeno

Visione schematica bidimensionale di una sezione di glicogeno. Una proteina centrale di glicogenina è circondata da ramificazioni di unità di glucosio. L'intero granulo globulare può contenere approssimativamente 30 000 unità di glucosio.

Il glicògeno è un polìmero (omopolimero) del glucosio. 
Nell'essere umano, il glicogeno funge da riserva energetica glucidica. Esso viene depositato prevalentemente nel fegato e nel muscolo scheletrico, tuttavia è presente anche in altri tessuti, tra cui cuore, reni e tessuto adiposo.

## Struttura
I legami tra unità di glucosio successive sono α (1-4) per la maggior parte, anche se sono presenti legami α (1-6). Si tratta quindi di un polisaccaride ramificato, con un peso molecolare molto elevato. Ogni 8-12 residui di glucosio è presente quindi una ramificazione che consente al polimero di occupare meno spazio all'interno della cellula . Infatti se l'organismo immagazzinasse glucosio in forma monomerica , esso avrebbe un ingombro sterico eccessivo e ci sarebbero disagi di osmolarità . Questo perché tante molecole di glucosio comporterebbero l'innalzamento della pressione osmotica e l'entrata eccessiva di acqua nei tessuti.

## Funzione
Il glicogeno è una fonte energetica negli opistoconti (Opisthokonta), il clade comprendente coanoflagellati, animali e funghi. Nei vertebrati è conservato prevalentemente nel fegato e nei muscoli scheletrici.

## Sintesi
Il processo di biosintesi del glicogeno (glicogenosintesi) è anche diretto da tre enzimi, ma questo è un processo energeticamente sfavorito, ecco perché deve intervenire l'UTP (un analogo dell'ATP) per far sì che la reazione si verifichi. Gli enzimi partecipanti sono: UDP-glicogeno-pirofosforilasi, glicogeno-sintasi ed enzima ramificante. Il primo enzima converte il Glu-1P in UDP-glucosio, il secondo aggancia questo Glucosio sotto forma di UDP-Glu al glicogeno, dando UDP + glicogeno, il terzo, come dice il suo stesso nome, ramifica.
La regolazione di questa via può essere di due tipi: 
- Allosterica: con un intervento diretto su glicogeno fosforilasi e glicogeno-sintasi.
- Covalente: per fosforilazione e defosforilazione sugli stessi enzimi.

## Degradazione
Il glicogeno è una molecola che al momento del bisogno può andare incontro ad una demolizione, per produrre glucosio, utile alle vie glicolitiche dell'organismo; ma altre volte è lo stesso glucosio che può risultare in eccesso e può dunque essere stipato sotto forma di glicogeno. La degradazione del glicogeno è catalizzata dalla glicogeno-fosforilasi. Questo enzima viene attivato da adrenalina o glucagone in un meccanismo che comporta l'attivazione dell'adenilato ciclasi e la conseguente produzione di cAMP.
Il processo di demolizione del glicogeno consta di tre fasi, operate da tre enzimi, quali glicogeno-fosforilasi, enzima deramificante e fosfoglucomutasi.
La glicogeno-fosforilasi catalizza la reazione in cui il legame glicosidico (α1 – 4), che lega due residui di glucosio nel glicogeno, viene attaccato dal fosfato inorganico (Pi), producendo il rilascio dell'unità glicosidica terminale sotto forma di α –D-glucosio 1-fosfato. Questa reazione viene detta "fosforolisi" in quanto utilizza un fosfato inorganico (Pi) nel suo meccanismo di rottura; nella fosforolisi, parte dell'energia del legame glicosidico viene conservata mediante la formazione dell'estere fosforico nel glucosio 1-fosfato.
Il piridossal fosfato (derivato della piridossina vitamina B6), è un cofattore essenziale nella reazione della glicogeno-fosforilasi; il suo gruppo fosforico agisce come un catalizzatore acido generale, promuovendo l'attacco da parte del Pi al legame glicosidico.
La glicogeno-fosforilasi agisce ripetitivamente sull'estremità non riducente della ramificazione del glicogeno (o dell'amilopectina) fino a che non arriva a quattro residui di glucosio dall'inizio di una ramificazione (α1 –6). In queste condizioni l'azione della glicogeno-fosforilasi si ferma. Per riprendere la degradazione è necessario che prima agisca un enzima deramificante, che catalizza due reazioni successive con cui si ha la rimozione delle ramificazioni. Il glucosio 1-fosfato, il prodotto terminale delle reazioni della glicogeno fosforilasi o dell'amido-fosforilasi, viene convertito in glucosio 6- fosfato da parte della fosfoglucomutasi, che catalizza la reazione reversibile.

## Glicogeno muscolare
Nei muscoli sono immagazzinati i due terzi del glicogeno dell'organismo (circa 200-300 grammi) sotto forma di catene più corte e più leggere. Il glicogeno muscolare è una fonte di energia prontamente disponibile per il muscolo in attività. Contrariamente al glicogeno epatico, quello contenuto nel muscolo scheletrico non può essere rilasciato nel circolo ematico per essere sfruttato da altri tessuti, ma solo dal muscolo stesso, principalmente durante l'attività. Questo perché il muscolo è carente dell'enzima glucosio-6-fosfatasi (l'enzima che rimuove il gruppo fosfato dal glucosio-6-fosfato). Dopo che il glicogeno è fosforilato nelle cellule muscolari dall'enzima esochinasi (l'enzima che attacca il gruppo fosfato al glucosio), non può essere defosforilato. Poiché il glucosio fosforilato non può essere trasportato all'esterno della cellula, il glucosio-6-fosfato rimane intrappolato all'interno. Il glicogeno contenuto nel muscolo scheletrico è approssimativamente di 12-16 g/kg, per un totale di circa 300-400 g.
Il tasso con cui il glicogeno muscolare è ossidato dipende largamente dall'intensità dell'esercizio e dal sistema energetico attivato. Ad intensità basse e moderate dell'esercizio aerobico, gran parte dell'energia può essere ottenuta dalla fosforilazione ossidativa del acetil-CoA derivato dai lipidi, con un minimo consumo di glucidi. Con l'aumento dell'intensità, l'ossidazione di lipidi non riesce a far fronte alle richieste energetiche, così il glicogeno muscolare comincia a prevalere sempre più, diventando ad alte intensità il substrato principale. Ad intensità ancora più alte nell'esercizio di durata, viene raggiunta la soglia anaerobica, in cui i carboidrati, e quindi il glicogeno, diventano l'unico substrato utilizzato, questo perché l'energia anaerobica è data soprattutto dal suo catabolismo. Nell'esercizio anaerobico lattacido, i carboidrati rappresentano praticamente l'unico substrato energetico, e il glicogeno muscolare in questo caso assume un ruolo determinante. Il glicogeno lega a sé una quantità d'acqua notevole, pari a 2,7 g per ogni grammo, quindi dopo uno sforzo fisico intenso e prolungato, la perdita di peso può essere notevole: l'esaurimento delle riserve di glicogeno comportano una perdita di peso di circa 400 g ai quali vanno aggiunti i 1080 g di acqua. Nel muscolo, a differenza del fegato, la captazione di glucosio è lenta, ed è il fattore limitante del metabolismo dei carboidrati.

## Glicogeno epatico
Nel fegato è stoccato un terzo del glicogeno di tutto l'organismo (circa 80-100 g) sotto forma di catene più lunghe e più pesanti rispetto ai muscoli. Il principale ruolo del glicogeno del fegato è quello di mantenere stabili e costanti i livelli di glucosio ematico, pertanto ha un contenuto molto variabile. A differenza del muscolo scheletrico, il glicogeno epatico deve essere immesso nel torrente ematico, poiché rappresenta la principale scorta endogena di carboidrati che può essere sfruttata dai vari tessuti del corpo. Le cellule del fegato sono in grado di defosforilare il glucosio. In questo modo, grazie alla defosforilazione del glicogeno epatico, il fegato può rilasciare glucosio nel torrente ematico, in modo da regolare la glicemia, contrariamente al glicogeno muscolare che non può essere impiegato per lo stesso scopo. Il glucosio è il principale, e in condizioni normali l'unico, substrato adoperato dal cervello e da altri tessuti glucosio-dipendenti. Il peso medio del fegato è di 1,5 kg, con uno stoccaggio approssimativamente di 75-110 g di glicogeno epatico nell'uomo adulto in stato di post-assorbimento. Il fegato presenta in proporzione una maggiore concentrazione di glicogeno rispetto al muscolo scheletrico.
Il glicogeno viene scisso nel fegato a glucosio e poi rilasciato nel circolo sanguigno. Questa riserva dura circa 12 ore (periodo variabile a seconda della saturazione della riserva), trascorse le quali la concentrazione di glucosio nel sangue si abbassa provocando debolezza, svogliatezza, deconcentrazione. Durante il digiuno notturno, il fegato rilascia glucosio nel sangue a causa della mancata assunzione di carboidrati dall'esterno per diverse ore, in sinergia con il rilascio di acidi grassi dal tessuto adiposo, per fornire una fonte di energia ai tessuti. Al termine del digiuno notturno i livelli di glicogeno epatico si riducono notevolmente fino ad arrivare indicativamente attorno ai 20 g. I tessuti che hanno la priorità nel consumo di glucosio sono i cosiddetti tessuti glucosio-dipendenti, che, contrariamente ad altri tessuti corporei, non sono in grado di sfruttare lipidi a scopo energetico. Il tessuto nervoso è citato come uno dei principali tessuti che richiedono glucosio, anche se in condizioni critiche esso è in grado di sfruttare i corpi chetonici, a differenza di altri apparati. Si stima che il cervello in condizioni di riposo consumi circa 0,1 g di glucosio al minuto. Durante l'esercizio, l'impiego di glucosio da parte dei tessuti extramuscolari non cambia di molto.

## Glicogeno renale
Anche i reni sono in grado di accumulare glicogeno e rilasciarlo nel sangue, ma dal punto di vista quantitativo questo è meno importante di quello epatico.

## Regolazione di tipo Covalente del Metabolismo del Glicogeno

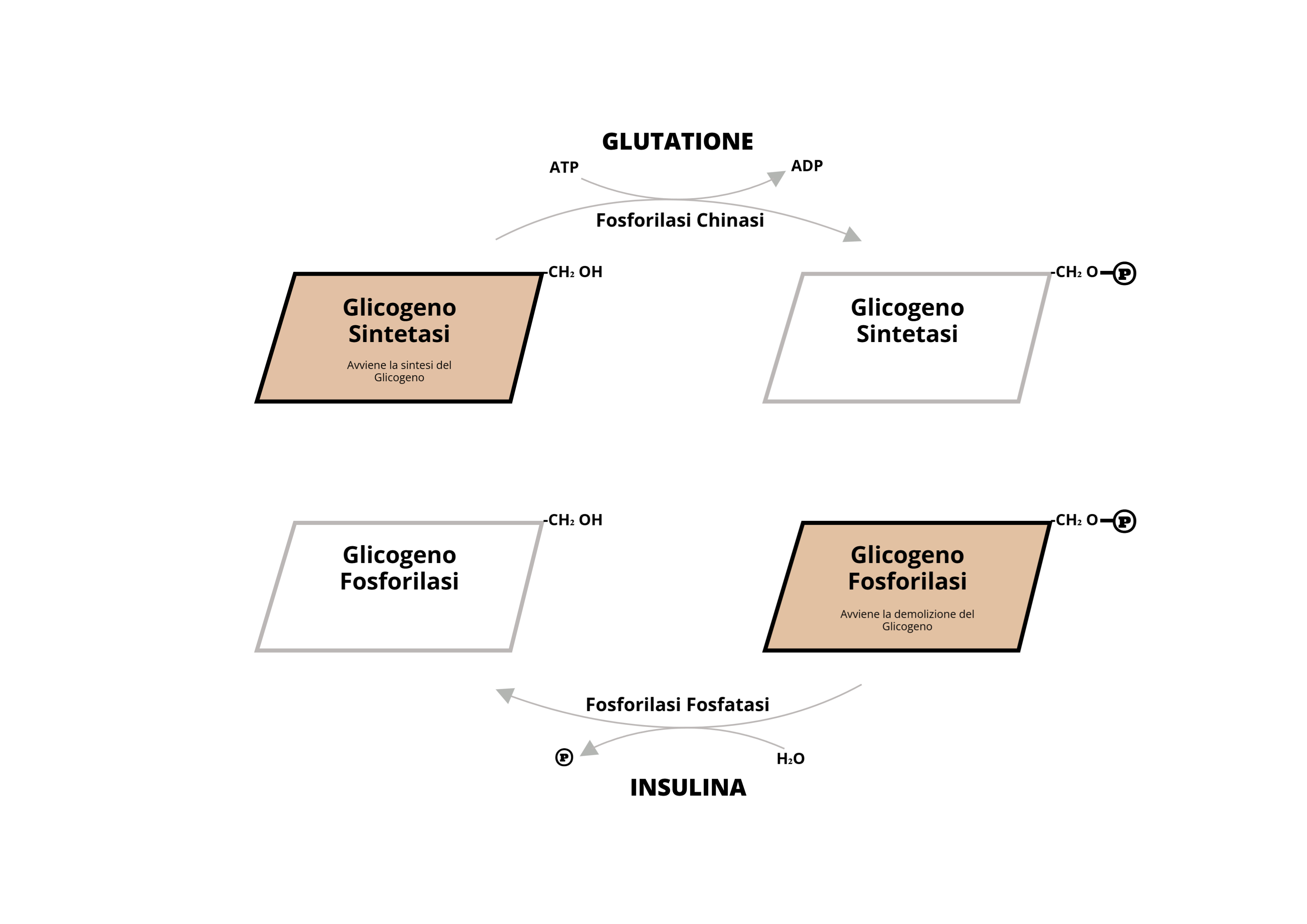
Rappresentazione schematica della regolazione metabolica del Glicogeno.

### Meccanismo della regolazione covalente

#### Fosforilazione
- Effetto: Cambia l'attività dell'enzima (inattivandolo o riattivandolo).

- Enzima responsabile: Chinasi (ad esempio fosforilasi chinasi).

- Fosfato: Deriva dall’idrolisi di ATP.

#### Defosforilazione
- Effetto: Riporta l'enzima nella forma opposta (inattivandolo o riattivandolo).

- Enzima responsabile: Fosfatasi (ad esempio fosforilasi fosfatasi).

- Richiede: Acqua (H₂O) per rimuovere il gruppo fosfato.